# Кирьянова, Лидия Ивановна
Лидия Ивановна Кирьянова (род. 1948) — ткачиха Душанбинского шёлкового комбината имени Н. К. Крупской Министерства лёгкой промышленности Таджикской ССР, полный кавалер ордена Трудовой Славы (1986).

## Биография
Родилась в 1948 году в посёлке Барсово Киржачского района Владимирской области России. Русская. Окончила 7 классов.
Трудовую деятельность начала в мае 1964 года разнорабочей производственного комбината в городе Киржач Владимирской области. В 1966 году переехала в  Таджикскую ССР, в город Душанбе. Поступила работать ткачихой на старейшее предприятие республики – Душанбинский шёлковый комбинат имени Н. К. Крупской. В 1967 году окончила школу рабочей молодёжи № 7, получив среднее образование.
Показала себя высококвалифицированным рабочим. Добивалась высоких показателей за счёт правильной организации труда на рабочем месте. В совершенстве овладев передовыми методами труда, значительно увеличила зону обслуживания: вместо 6 станков по норме обслуживала 12–14. Производительность труда составила 270 процентов, норму выработки выполняла на 120 процентов.
Указом Президиума Верховного Совета СССР от 4 марта 1976 года за достигнутые успехи в выполнении заданий девятой пятилетки и социалистических обязательств, повышение эффективности производства и качества работы была награждена орденом Трудовой Славы 3-й степени.
Указом Президиума Верховного Совета СССР от 17 марта 1981 года за успешное выполнение заданий десятой пятилетки и социалистических обязательств была награждена орденом Трудовой Славы 2-й степени.
В годы одиннадцатой пятилетки (1981–1985) бригада, в которой работала Кирьянова, выполнила пятилетний план к сентябрю 1984 года, сверх плана был выработано 59 тыс. метров суровья качеством 85 при норме 75 %. Кирьянова стала инициатором соревнования по досрочному выполнению пятилетнего задания, сама за пятилетку выполнила 11 годовых норм, личную пятилетку выполнила в декабре 1982 года.
Указом Президиума Верховного Совета СССР от 23 мая 1986 года за успехи, достигнутые в выполнении заданий одиннадцатой пятилетки и социалистических обязательств, была награждена орденом Трудовой Славы 1-й степени, став полным кавалером ордена Трудовой Славы.
Вела активную общественную работу. Избиралась членом Душанбинского горкома Компартии Таджикистана.
В 1990-х годах переехала в Россию. На 2016 год проживала в Лебедянском районе Липецкой области.

## Награды
Награждена орденами Трудовой Славы 1-й, 2-й, 3-й степеней:
3 ст. 25.04.1975 № 142482
2 ст. 10.03.1981 № 6431
1 ст. 15.11.1989 № 974
- медалями, в том числе медалями ВДНХ СССР, знаками «Ударник пятилетки», «Победитель социалистического соревнования»[1].